# Peter Handlos
Peter Handlos (* 24. November 1974 in Tragwein) ist ein oberösterreichischer Politiker (FPÖ) und seit 23. Oktober 2015 Landtagsabgeordneter, außerdem Bereichssprecher für Energie und Forstwirtschaft. Er ist verheiratet und hat zwei Kinder.